# Wounded Rhymes
Wounded Rhymes – drugi album szwedzkiej wokalistki Lykke Li wydany w 2011 roku.

## Lista utworów
Źródło.
1. Youth Knows No Pain 3.00
2. I Follow Rivers 3.48
3. Love Out Of Lust 4.43
4. Unrequited Love 3.11
5. Get Some 3.24
6. Rich Kids Blues 3.02
7. Sadness Is a Blessing 4.00
8. I Know Places 6.06
9. Jerome 4.22
10. Silent My Song 5.24